# Anthriscus caucalis
Anthriscus caucalis é uma espécie de planta com flor pertencente à família Apiaceae. 
A autoridade científica da espécie é M.Bieb., tendo sido publicada em Flora Taurico-Caucasica 1: 230–231. 1808.
O seu nome comum é antriscos.

## Portugal
Trata-se de uma espécie presente no território português, nomeadamente em Portugal Continental e no Arquipélago da Madeira.
Em termos de naturalidade é nativa de Portugal Continental de introduzida no Arquipélago da Madeira.

## Protecção
Não se encontra protegida por legislação portuguesa ou da Comunidade Europeia.